# Beschränkte Variation

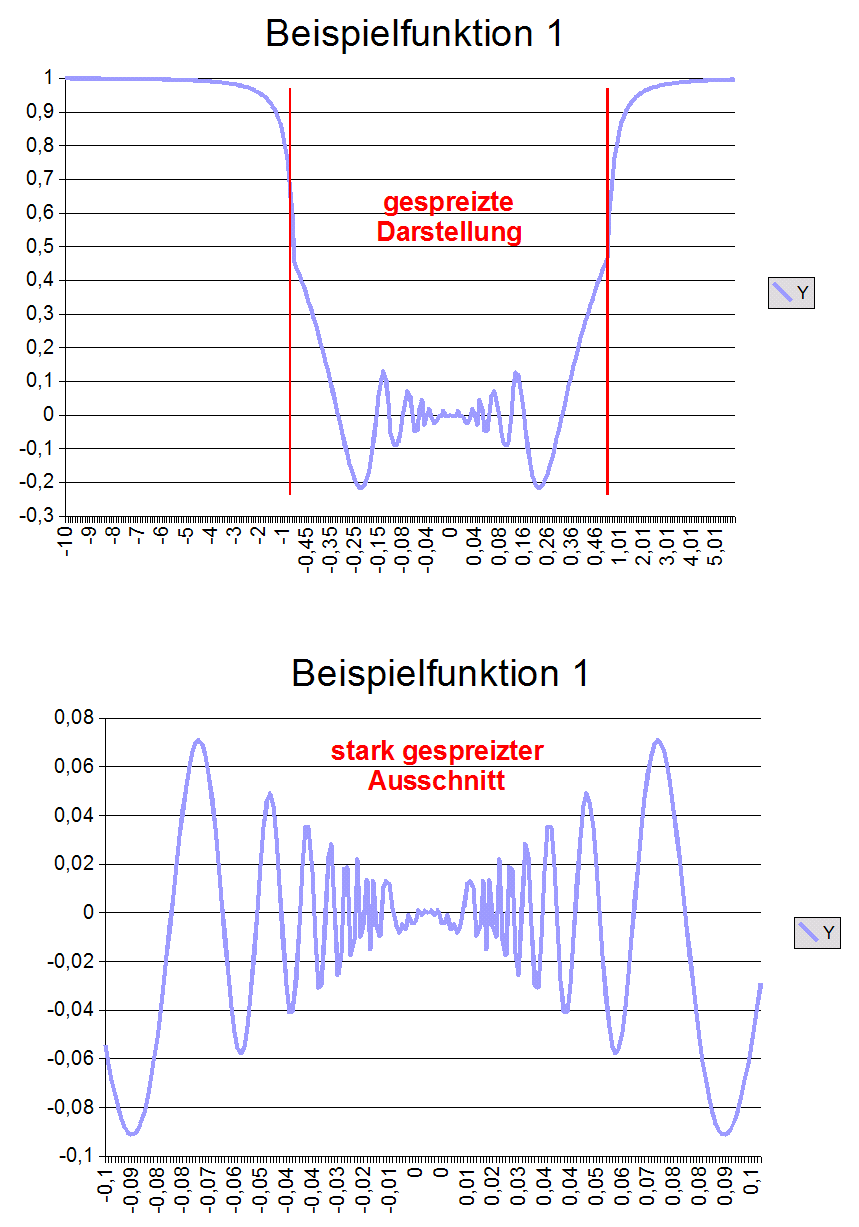
Beispiele für Funktionen unbeschränkter Variation

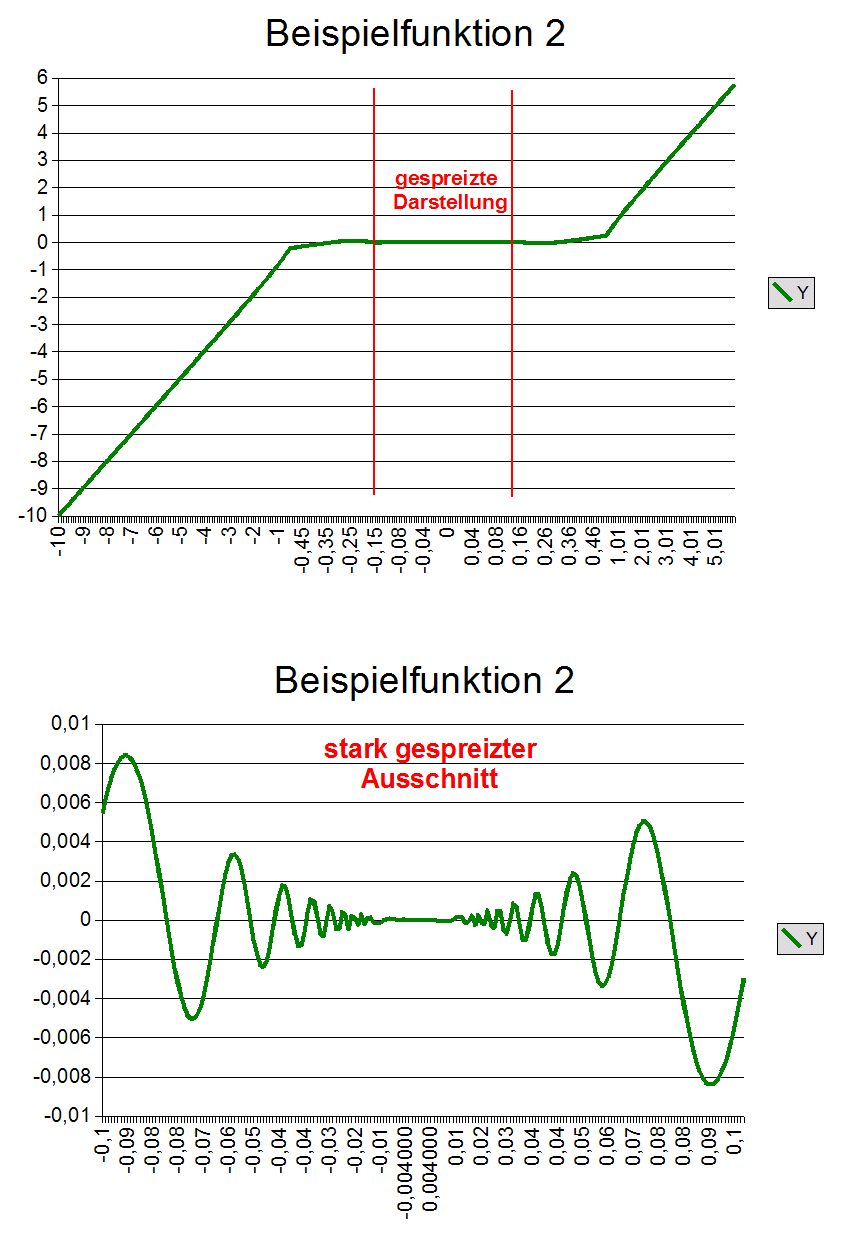
Beispiele für Funktionen beschränkter Variation

In der Analysis ist eine Funktion von beschränkter Variation (beschränkter Schwankung), wenn ihre totale Variation (totale Schwankung) endlich ist, sie also in gewisser Weise nicht beliebig stark oszilliert. Diese Begriffe hängen eng mit der Stetigkeit und der Integrierbarkeit von Funktionen zusammen.
Der Raum aller Funktionen von beschränkter Variation auf dem Gebiet {\displaystyle \Omega } wird mit {\displaystyle BV(\Omega )} bezeichnet.
Das Konzept geht auf Camille Jordan zurück.

## Reelle Funktionen

### Definition
Die totale Variation einer reellwertigen Funktion {\displaystyle f\colon [a,b]\to \mathbb {R} }, die auf einem abgeschlossenen Intervall definiert ist, ist das Supremum
{\displaystyle \sup _{P}\sum _{i}|f(x_{i+1})-f(x_{i})|,}
wobei dieses Supremum über alle möglichen Partitionen {\displaystyle P=\{x_{1},\dotsc ,x_{n}\mid x_{1}<\dotsb <x_{n}\}} des Intervalls {\displaystyle [a,b]} gebildet wird. Das hier angegebene {\displaystyle n} hängt von {\displaystyle P} ab.
Genau die stetigen Funktionen von beschränkter Variation sind Riemann-Stieltjes-integrierbar. Deshalb kann {\displaystyle BV[a,b]} mit einer Halbnorm ausgestattet werden:
{\displaystyle n(f)=\sup _{\varphi }\int _{a}^{b}f(x)\varphi '(x)\,\mathrm {d} x}.
Hierbei wird das Supremum über alle stetig differenzierbaren Funktionen {\displaystyle \mathrm {\varphi } } mit kompaktem Träger und Funktionswerten im Intervall {\displaystyle [-1,1]} gebildet.
Die Halbnorm stimmt mit dem Supremum, das die beschränkte Variation definiert, überein.

### Beispiel

Beispiel für unbeschränkte Variation

Ein einfaches Beispiel für eine Funktion mit unbeschränkter Variation ist {\displaystyle \textstyle x\mapsto \sin({\frac {1}{x}})} in der Nähe von {\displaystyle x=0}. Es ist anschaulich einsichtig, dass der Wert des Quotienten {\displaystyle {\tfrac {1}{x}}} für {\displaystyle x\to 0} mit zunehmender Annäherung an 0 immer schneller gegen ∞ anwachsen wird und damit der Sinus dieses Werts dabei unendlich viele Schwingungen durchlaufen wird. Dies zeigt das Bild rechts.
Die Funktion
{\displaystyle f(x)={\begin{cases}0,&{\text{falls }}x=0\\x\sin(1/x),&{\text{falls }}x\neq 0\end{cases}}}
ist ebenfalls nicht von beschränkter Schwankung im Intervall [0, 1], im Gegensatz zur Funktion:
{\displaystyle g(x)={\begin{cases}0,&{\text{falls }}x=0\\x^{2}\sin(1/x),&{\text{falls }}x\neq 0\end{cases}}}.
Hier wird die Variation des Sinusterms, die für {\displaystyle x\to 0} stark zunimmt, durch die zusätzliche Potenz genug gedämpft.

### Erweiterungen
Diese Definition kann auch für komplexwertige Funktionen oder Funktionen mit Werten in einem metrischen Raum {\displaystyle (Y,d)} verwendet werden (ersetze in letzterem Falle {\displaystyle \vert f(x_{i+1})-f(x_{i})\vert } durch {\displaystyle d(f(x_{i}),f(x_{i+1}))}).

## BV-Funktionen in mehreren Variablen
Funktionen von beschränkter Variation, oder {\displaystyle BV}-Funktionen, sind Funktionen, deren distributionelle Ableitungen endliche vektorwertige Radonmaße sind. Genauer:

### Definition
Sei {\displaystyle \Omega } eine offene Teilmenge von {\displaystyle \mathbb {R} ^{n}}. Eine Funktion {\displaystyle u\in L^{1}(\Omega )} ist von beschränkter Variation oder Element von {\displaystyle BV(\Omega )}, wenn ihre distributionelle Ableitung ein endliches, signiertes, vektorwertiges Radonmaß ist. D. h., es existiert {\displaystyle Du\in {\mathcal {M}}(\Omega ,\mathbb {R} ^{n})}, so dass
{\displaystyle \int _{\Omega }u(x)\,\operatorname {div} {\varphi }(x)\mathrm {d} x=-\int _{\Omega }\langle \varphi ,Du(x)\rangle \qquad {\text{für alle }}{\varphi }\in C_{c}^{1}(\Omega ,\mathbb {R} ^{n})}
gilt.

## Zusammenhang mit rektifizierbaren Wegen
Eine stetige Funktion {\displaystyle f\colon [a,b]\to \mathbb {R} } kann auch als Weg im metrischen Raum {\displaystyle \mathbb {R} } aufgefasst werden. Es gilt, dass {\displaystyle f} genau dann von beschränkter Variation ist, wenn {\displaystyle f} ein rektifizierbarer Weg ist, also eine endliche Länge hat.

## Zusammenhang mit der Maßtheorie
In der Maßtheorie sind die reell-/komplexwertigen Funktionen von beschränkter Variation genau die Verteilungsfunktionen von signierten/komplexen Borelmaßen auf {\displaystyle \mathbb {R} }.